# 卡魯梅 (亞利桑那州)
卡魯梅（英語：Calumet）是位於美國亞利桑那州科奇斯縣的一個非建制地區。該地的面積和人口皆未知。

## 地理
卡魯梅的座標為31°21′15″N 109°36′27″W / 31.35417°N 109.60750°W，而該地的平均海拔高度為1210米（即3970英尺）。